# WWTR1
WWTR1‏ (WW domain containing transcription regulator 1) هوَ بروتين يُشَفر بواسطة جين WWTR1 في الإنسان.